# 賈科托美
6°54′N 1°43′E / 6.900°N 1.717°E

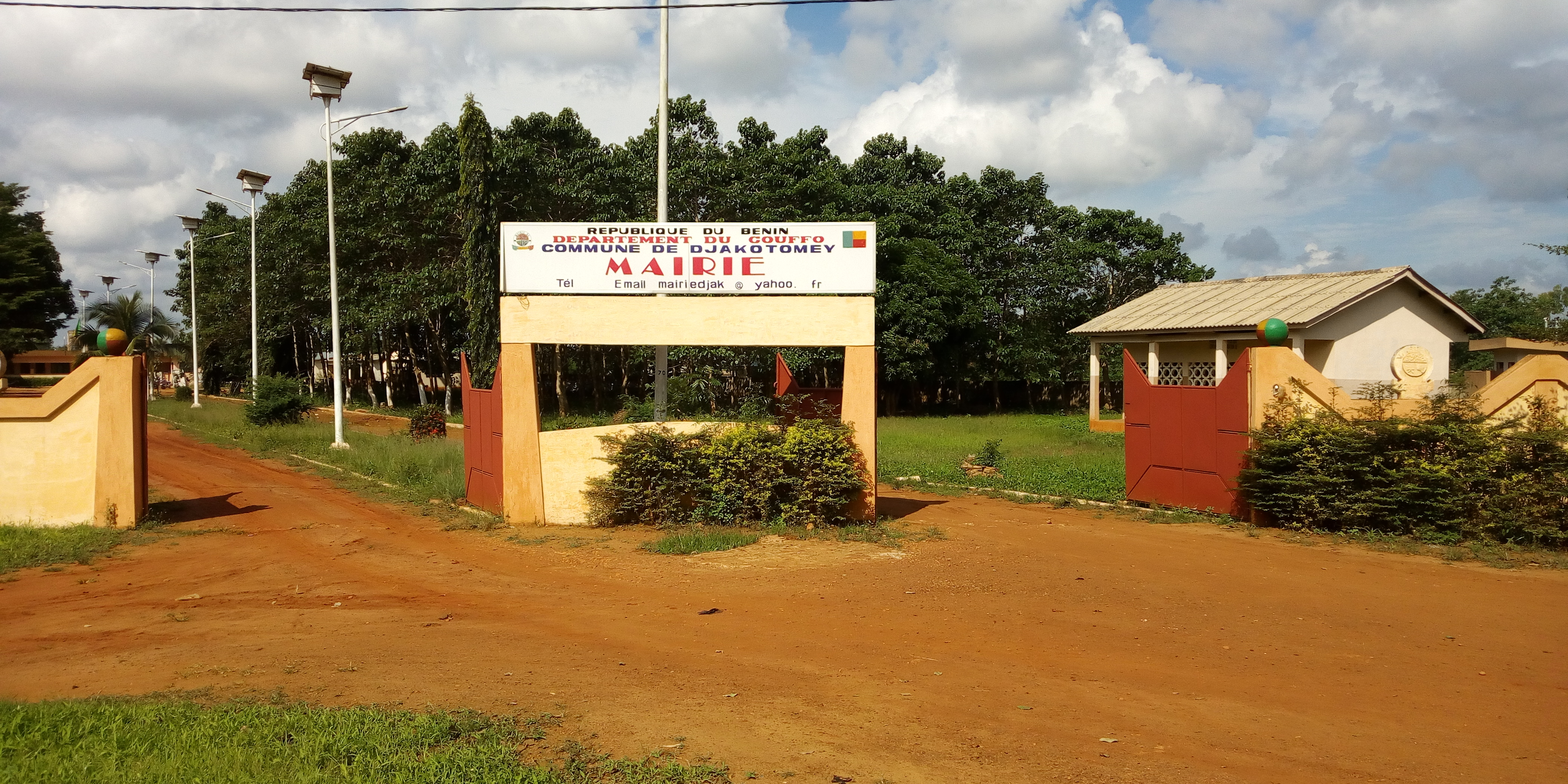
賈科托美

賈科托美（法語：Djakotomey），是貝寧的城鎮，位於該國西南部，由庫福省負責管轄，面積325平方公里，海拔高度138米，2013年該城鎮人口134,704，人口密度每平方公里414人。